# دهستان بوئینگ
دهستان بوئینگ، یکی از دهستان‌های بخش مرکزی شهرستان جازموریان در استان کرمان ایران است. مرکز این دهستان، روستای بوئینگ است.

## جمعیت
بر پایه سرشماری عمومی نفوس و مسکن در سال ۱۳۹۵، جمعیت دهستان بوئینگ برابر با ۷٬۳۳۵ نفر بوده است.